# Moriz Funk
Moriz Funk, auch Moritz Funk, ab 1871 Ritter von Funk (* 1831 in Wien; † 13. September 1905 in Triest) war ein österreichischer Linienschiffskapitän.

## Leben
Moriz Funk trat, nachdem er die Marineakademie besucht hatte, Ende 1848 als Seekadett in die Kriegsmarine ein. Vom 29. Dezember 1848 bis 17. Dezember 1849 war er auf der Bellona eingesetzt. Er nahm an Bord der Bellona an den Kämpfen während der Revolution von 1848/1849 teil. Anschließend war er bis 14. August 1850 als diensttuender Offizier auf der Achilles, vom 4. August 1851 bis 11. Juli 1851 auf der Lucia und vom 12. Juli 1851 bis 11. März 1853 auf der Phönix, wo er 1853 zum Fregatten-Fähnrich avancierte. Im Juli des gleichen Jahres wurde er Schiffs-Fähnrich. 1854 diente er als Detail-Offizier auf der Triest. Zwei Jahre später wurde er im September Fregattenleutnant und im November 1858 Schiffsleutnant. 1859 kämpfte er in Sardinischen Krieg. Im September 1864 avancierte er zum Fregattenkapitän. Im Juli 1865 wurde er Adjutant des Hafen-Admiralats in Pola. Im Oktober des gleichen Jahres wurde ihm das Kommandeurkreuz 2. Klasse des Königlich-dänischen Dannebrog-Ordens verliehen und er erhielt Ende des gleichen Jahres das Kommandeurkreuz 2. Klasse des Königlich-Hannoverischen Guelphen-Ordens. 1866 war er im Deutschen Krieg eingesetzt.
Von Juli 1868 bis Mai 1871 war er Vorstand der Zentralkanzlei der Marinesektion im Reichskriegsministerium. In dieser Position wurde er am 27. April 1871 Linienschiffskapitän, wodurch er neben Friedrich Pick (1839–1908) einer der ersten jüdischen Offiziere in der Kriegsmarine in diesem Dienstgrad war. Zeitgleich zur Beförderung wurde er Kommandant der Korvette Fasana, welche er zur Übernahme der ostasiatischen Station überführte, und welche er bis 1873 führte. Am 2. August 1871 wurde er mit dem Ritter des Leopold-Ordens in den Ritterstand erhoben. 1879 erhielt er für die Ausarbeitung Dienstreglements für die Kriegsmarine das Komturkreuz des Franz-Joseph-Ordens verliehen. Bis 1879 hatte er u. a. zusätzlich noch den Roten Adlerordens, das Komtur des Griechischen Erlöser-Ordens, den Osmanischen Medschidieh-Orden 3. Klasse und den Siamesischen Kronen-Orden 2. Klasse erhalten. Am 1. Mai 1881 wurde er in den Ruhestand versetzt.
Am 26. Oktober 1862 heiratete er in Leopoldstadt Josefine Lang. Obwohl er jüdischer Abstammung war, ließ er seine Kinder alle taufen und christlich erziehen.